# Flóra Kádár
Flóra Kádár (ur. 4 sierpnia 1928 w Budapeszcie, zm. 3 stycznia 2003 tamże) – węgierska aktorka filmowa i teatralna.

## Filmografia[1]
| Rok  | Tytuł oryginalny                | Tytuł polski                                                     | Rola                                |
| 1956 | Körhinta                        | Karuzela miłości                                                 | Eszti, przyjaciółka Mari Pataki     |
| 1970 | Csak egy telefon                | Tylko jeden telefon                                              | Sąsiadka Évy                        |
| 1970 | Szerelmesfilm                   | Film o miłości (reżyser: István Szabó)                           |                                     |
| 1971 | Rózsa Sándor                    | Sándor Rózsa (miniserial)                                        | Matka                               |
| 1975 | Örökbefogadás                   | Adopcja (reżyser: Márta Mészáros)                                | Erzsi, żona Jóski                   |
| 1975 | Déryné hol van                  | Gdzie pani jest, Déry? (reżyser: Gyula Maár)                     | Niania                              |
| 1976 | Árvácska                        | Niczyja córka                                                    | Żona                                |
| 1981 | Boldog születésnapot, Marilyn!  | Wszystkiego najlepszego Marilyn!                                 | Majster (wykwalifikowany pracownik) |
| 1983 | Visszaesők                      | Recydywiści                                                      | Asesor sądowych                     |
| 1983 | Vérszerzödés                    | Braterstwo krwi                                                  |                                     |
| 1985 | Oberst Redl                     | Pułkownik Redl (reżyser: István Szabó)                           | Siostra Redla                       |
| 1987 | Doktor Minorka Vidor nagy napja |                                                                  | Ładujący straganiarz                |
| 1988 | A Másik ember                   | Drugi człowiek                                                   |                                     |
| 1988 | Kiáltás és kiáltás              | Krzyk i krzyk                                                    | Ciocia Bözsi                        |
| 1991 | Halálutak és angyalok           | Ścieżki śmierci i Anioły                                         |                                     |
| 1993 | Sose halunk meg                 | Nigdy nie umrzemy (reżyser: Róbert Koltai)                       |                                     |
| 1994 | Halál sekély vízben             | Śmierć w płytkiej wodzie (reżyser: Imre Gyöngyössy, Barna Kabay) |                                     |
| 1999 | Közel a szerelemhez             | Blisko do miłości                                                |                                     |
| 1999 | Sunshine                        | Kropla słońca (reżyser: István Szabó)                            | Pani Hackl                          |